# Битка при Темешвар
Битката при Темешвар (днешна Тимишоара) от 9 август 1849 година е решителното сражение от Унгарската война за независимост, приключило с поражение на унгарските революционери от австрийско–руските войски.

## Предистория
През юли 1849 година войските на император Франц Йосиф и цар Николай I окупират западна и Северна Унгария заедно със столицата Пеща, разкъсвайки унгарските сили на две. За да избегне обкръжение, разположената на Дунав (край Комаром) армия на генерал Артур Гьоргей извършва широк обход през Токай, Дебрецен и Гросвардайн към Банат, където се съсредоточава южната унгарска армия начело с Хенрик Дембински.
В това време австрийско-руските войски, предвождани от генерал Юлиус Хайнау превземат Сегед, прекосяват Тиса и на 5 август нанасят поражение на унгарците при Сьорег. Притиснат от Хайнау, Дембински отстъпва с войските си към крепостта Темешвар, вместо към Арад, където се установява унгарското правителство и където пристига армията на Гьоргей. Недоволен от действията му, президентът–управител Лайош Кошут назначава на мястото на Дембински друг поляк – Юзеф Бем. Предвождал дотогава отпора срещу интервентите в Трансилвания, Бем поема командването на армията при Темешвар часове преди нападението на австрийците на 9 август.

## Битката
Сражението започва с настъпление на австрийската армия. Голяма част от унгарците са укрити в гориста местност. Контраатаката им изненадва и спира австрийския авангард, но скоро след това в сражението се включва напредващата от втора линия руска дивизия. Унгарците са по-многобройни, но недостигът на муниции принуждава Бем да нареди отстъпление, което се превръща в бягство. При преследването Хайнау пленява 15 000 души. От 45 000 унгарски войници в началото на битката, след бягството Бем успява да събере по-малко от половината, но и те скоро се пръсват.

## Последици
Поставен между превъзхождащите армии на Хайнау и на руския фелдмаршал Паскевич, наближаващ от север, четири дни след битката при Темешвар Гьоргей се предава с 25-хилядната си войска на руснаците при Вилагош, недалеч от Арад. Няколко хиляди унгарски революционери прекосяват османската граница при Оршова. Скоро след това Унгария е напълно покорена и подложена на германизация под австрийска администрация.